# Juan Ramon Delicado González
Juan Ramon Delicado González (Higueruela (Albacete), 1910 - Serra de Javalambre (Terol), 17 de novembre de 1946). Militar republicà, membre de la resistència contra els nazis i guerriller antifranquista.
Feia de pagès. Algunes fonts diuen que va ser guàrdia civil o carrabiner. Membre del PCE, durant la Guerra Civil, després de passar per l'escola d'Oficials de la República de València, obtingué la graduació de capità d'Intel·ligència. Es va haver d'exiliar a França el febrer de 1939, on passà pels camps d'Agde i de Sant Cebrià. A final de 1940 es va establir a Montpeller. Va ser comandant del 1er Batalló de la 414ª Brigada de la resistència francesa i membre de la 5ª Brigada (Aude) de la 4ª Divisió de l'Agrupació de Guerrillers Espanyols. Responsable dels maquis de l'AGE a l'Aude i l'Erau davant la resistència francesa. Participà a la invasió de la Vall d'Aran, al davant d'un grup de la 5ª Brigada.
El 16 d'octubre de 1944 travessà de bell nou la frontera amb un grup d'una trentena de guerrillers, amb la missió de crear una guerrilla a la zona de Solsona. Degut als enfrontaments amb la Guàrdia Civil anaren cap a una zona propera a l'Hostal del Boix en el terme de Llobera, a Lleida. Però noves topades dispersaren la partida guerrillera, d'uns 24 homes, que després de diversos reagrupaments es va instal·lar prop de la Mussara, a Vilaplana (Tarragona). Les dificultats que plantejava la continuïtat en aquella comarca els va dur a baixar més cap al sud, cap a Falset i des d'allà a la serra de Llaberia i Colldejou, on connectaren amb el grup dirigit per Anastasio Serrano, Capitán. A les muntanyes de Prades connectaren amb quatre guerrillers que també procedien de França: Manso, Álvarez, Joan Baptista Fabregat, Caradesena, i Eduardo Hernández, Tío Pito. Des d'aquesta ubicació connectaren amb el PSUC de Reus i Tarragona. Les batudes de la Guàrdia Civil els obligaren a deixar les muntanyes de Prades, passant cap als ports de Beseit formant dos grups. Un grup va anar cap a Conca i un altre cap a Castelló, però es tornaren ajuntar a Nogueroles (Terol), sota la direcció de Delicado. L'estiu de 1945 connectaren amb el grup guerriller de Josep Borràs, Cinctorrà, i de Zapatero, que s'integraren amb ells i s'instal·laren a les Casas del Marques (Conca).
Delicado, el febrer de 1946, va anar a València i entrà en contacte amb la CNT per comprar munició. Més tard es va designar com a cap de la guerrilla Ángel Fuertes, Antonio, que va prendre el nom d'Agrupació Guerrillera de Llevant (i a partir de l'octubre de 1947 Agrupació Guerrillera de Llevant i Aragó). El mes de juny Delicado tornà a València a recollir el material comprat i fou detingut amb un grup de cenetistes, però la policia no el va identificar com a guerriller i el posaren en llibertat, potser per influència d'antics companys. Va estar dos mesos a tornar al campament del maquis. Aquest fet el va convertir en sospitós de complicitat amb la policia. Tant la seva relació amb la CNT, com el ràpid alliberament, el convertiren en sospitós de traïció. Per això el Comitè Regional del PCE ordenà posar-lo sota vigilància. En un primer moment el posaren com a professor d'explosius a l'escola guerrillera, però després, el 17 de novembre, se'l va executar a Javalambre. L'assassinat de Delicado es va produir sense que ningú hagués estat detingut per la Guàrdia Civil després de la seva detenció. Sembla que l'executor va ser Antonio Gan Vargas, Vargas el cubano, per ordre d'Ángel Fuertes Vidosa, Antonio. Hi ha testimonis que afirmen que un dels motius del seu assassinat van ser els seus contactes amb membres de la CNT, que foren considerats perillosos de voler posar la guerrilla sota influència llibertària. Com diu Raül González Devís: "Sense ser el primer ajusticiament intern de l'Agrupació, la importància militar i política de la víctima pretenia assegurar el compliment estricte de les disposicions de la direcció advertint de les conseqüències que podien tenir els díscols o confidents. A més, possiblement també tinguera relació amb les pugnes pel poder existents a l'interior de l'agrupació emergent." Aquest fet va dur a què la memòria de Delicado fos gairebé esborrada de la història guerrillera, quan havia estat el primer organitzador del maquis de l'AGL i l'home que establí les primeres bases de suport entre la població.

## BIBLIOGRAFIA
- GONZÁLEZ DEVÍS, Raül. Entre la resistencia i la supervivència: Agrupación Guerrillera de Levante y Aragón (1946-1952). Tesi doctoral. Tarragona: Universitat Rovira i Virgili, 2017.

- GONZÁLEZ DEVÍS, Raül. Maquis i masovers. Entre la resistència, la supervivència i el terror. Onada Edicions: Benicarló, 2018.- («Biblioteca la Barcella, Minor»; 3).

- GONZÁLEZ DEVÍS, Raül. Guerrilleros y comunistas: La apuesta armada del PCE: la Agrupación Guerrillera de Levante y Aragón. Onada Edicions: Benicarló, 2021.- («Biblioteca la Barcella, Minor»; 9).

- ROMEU ALFARO, Fernanda. La Agrupación Guerrillera de Levante. València: edicions Alfons el Magnànim, 1987.- («Estudios Universitarios; 28).

- YUSTA RODRIGO, Mercedes. Guerrilla y resistencia campesina. La resistencia armada contra el franquismo en Aragón. Zaragoza: Universidad de Zaragoza, 2003.

- YUSTA RODRIGO, Mercedes. La guerra de los vencidos. El maquis en el Maestrazgo turolense, 1940-1950. Zaragoza: Institución Fernando el Católico, 2005.